# Крижевці-при-Лютомеру
Крижевці-при-Лютомеру (словен. Križevci pri Ljutomeru) — поселення в общині Крижевці, Помурський регіон, Словенія. Висота над рівнем моря: 185 м.